# Teloglabrus sanorum
Teloglabrus sanorum är en tvåvingeart som beskrevs av Feijen 1983. Teloglabrus sanorum ingår i släktet Teloglabrus och familjen Diopsidae. Inga underarter finns listade i Catalogue of Life.